# Bourguignon (Francia)
Bourguignon è un comune francese di 978 abitanti situato nel dipartimento del Doubs nella regione della Borgogna-Franca Contea.

## Società

### Evoluzione demografica
Abitanti censiti